# Waldemar Sasías
Waldemar Sasía (Treinta y Tres, 21 de octubre de 1934 - 21 de agosto de 2010) fue un músico uruguayo, de familia con orígenes vascos, con fuertes raíces en Treinta y Tres, donde vivió la mayor parte de su vida. Integró en sus inicios, junto a Pepe Guerra y Braulio López el grupo "Los Olimareños".

## Biografía
Comenzó a cantar a temprana edad, a los 15 años se propuso aprender a tocar la guitarra, a falta de recursos para adquirir una y asistir a clase, un amigo de la infancia (Carmelo Rodríguez) que asistía a clases, solicitó al profesor que le permitiera la compañía de su amigo y así fue como observando, Waldemar comenzó a aprender. Con los restos de un mástil de una guitarra rota y usando una lata como caja de resonancia, se construyó su primer instrumento, con el cual practicaba luego de observar las clases. Como no podía contar con un diapasón o una referencia de afinación, elaboró un método propio para afinar guitarras, el cual fue documentado años después por investigadores del folklore local, como Oscar Prieto. 
Desde siempre, su talento artístico lo llevó a transitar por diversos caminos, reconocido ejecutante de la guitarra y cantor popular que incursionó en estilos como el folklore nacional uruguayo, el tango e incluso ritmos regionales latinoamericanos como por ejemplo los provenientes de Brasil.